# 單斑半齒脂鯉
單斑半齒脂鯉，為輻鰭魚綱脂鯉目脂鯉亞目半齒脂鯉科的其一種，分布於南美洲托坎廷斯河、亞馬遜河、蘇利南河、卡莫皮河（Camopi）與奥亚波克河（Oyapock）流域，體長可達21.5公分，棲息岩石底質且水流快速的溪流，以有機碎屑等為食，生活習性不明，可做為食用魚及觀賞魚。